# Dan Gemeinhart
 (juillet 2025).
Dan Gemeinhart est un écrivain, enseignant et documentaliste américain né en 1978 à Francfort-sur-le-Main (Allemagne).

## Biographie
Dan Gemeinhart est enseignant dans une ville de l'État de Washington (États-Unis).
Il a beaucoup déménagé durant son enfant pour suivre son père militaire. Il a notamment enseigné en Egypte. Dan Gemeinhart a trois filles.
Il publie La Vérité vraie, son premier roman en 2015,.

## Récompense
Pour L'incroyable voyage de Coyote Sunrise (The Remarkable Journey of Coyote Sunrise), il est reçoit plusieurs prix : en 2019, le Cybils Award (en) puis en 2022, le Rebecca Caudill Young Readers' Book Award (en), la California Young Reader Medal (en) et le William Allen White Children's Book Award (en). Il a également été nommé pour le même ouvrage en 2020 pour le Audie Award for Middle Grade Title (en).